# 马建 (1949年)
马建（1949年10月—），男，汉族，安徽濉溪人，中共党员，中华人民共和国教育人物。

## 生平
1977年毕业于安徽师范大学政教系，同年分配至淮北煤炭师范学院（现淮北师范大学）工作。历任淮北煤炭师范学院党支部书记，党总支副书记兼系副主任，党办主任。1991年调任淮南矿业学院（现安徽理工大学）副院长。1993年任淮北煤炭师范学院副院长。其间在福建师范大学研究班进修一年。1995年至2008年任淮北煤炭师范学院党委书记，其中1998年至2005年兼任淮北煤炭师范学院院长。2008年12月任淮北煤炭师范学院督导员。:374
退休后曾担任河海大学文天学院（现皖江工学院）副院长职务。现任皖江工学院管理学院党总支书记。
主持教育部和省级科研课题9项，教学、研究成果曾获安徽省教学成果二等奖、安徽省社会科学优秀成果奖。曾荣获“全国优秀教育工作者”、“安徽省全心全意依靠教职工办学优秀领导干部”称号。

## 社会兼职
中共安徽省第七、第八届党代表，安徽省第十届人大代表。